# Josef Zingl
Josef Zingl (* 18. Februar 1883 in Schäffern, Bezirk Hartberg-Fürstenfeld, Steiermark; † 23. November 1965 ebenda) war ein österreichischer Politiker der Christlichsozialen Partei (CSP) sowie später der Österreichischen Volkspartei (ÖVP).

## Biografie
Nach dem Besuch der Volksschule war Zingl nach einer Berufsausbildung als Fassbinder tätig, ehe er 1910 den väterlichen Bauernhof übernahm und Landwirt wurde.
Daneben begann er eine politische Laufbahn in der CSP und war Bürgermeister seiner Geburtsgemeinde Schäffern. Darüber hinaus war er von 1920 bis 1930 Abgeordneter im Landtag der Steiermark. Im Anschluss wurde er am 2. Dezember 1930 Abgeordneter im Österreichischen Nationalrat und gehörte diesem bis zum Ende der IV. Gesetzgebungsperiode am 2. Mai 1934 an.
Nach der Auflösung der CSP und deren Eingliederung in Vaterländische Front 1934 beendete er seine politische Tätigkeit und wurde wegen seiner christlichsozialen Einstellung nach dem Anschluss Österreichs (12. März 1938) im Jahr 1944 festgenommen und verbüßte danach eine mehrwöchige Haftstrafe.
Nach dem Ende des Zweiten Weltkrieges wurde er am 31. Januar 1946 Mitglied des Bundesrates und gehörte diesem bis zum Ende der V. Gesetzgebungsperiode am 5. November 1949 an. Während dieser Zeit war Josef Zingl vom 1. Januar bis zum 30. Juni 1949 Präsident des Österreichischen Bundesrats.